# Viļaka
Viļaka (dt. Marienhausen) ist eine Stadt im Nordosten Lettlands an der russischen Grenze. Im Jahre 2022 zählte sie 1.206 Einwohner.

## Geschichte
Der Gegend beim Viļaka-See war von lettgallischen Stämmen besiedelt, die im Streit mit Pleskauer Russen und estnischen Stämmen lagen. Der Bischof von Riga wurde 1224 Oberherr. 1293 gründete er auf einer Insel das Kloster Marienhausen zum Schutz vor den Pleskauern und zur Christianisierung der Bevölkerung. Dieses wurde ab Mitte des 14. Jahrhunderts zur Burg Marienhausen (bzw. Burg Villack) ausgebaut.
1559 wurde das Gebiet Marienhausen an König Sigismund II. August verpfändet und gehörte damit bis 1772 zu Polen-Litauen. In dieser Zeit wurde die Burg Marienhausen mehrmals von Russen und Schweden eingenommen und verwüstet. Erst mit der russischen Herrschaft nach der Ersten polnischen Teilung 1772 kehrten ruhigere Zeiten ein.
Als das Gebiet 1920 in das unabhängige Lettland inkorporiert wurde, entwickelte sich ein gewisser Wohlstand. Vor dem Zweiten Weltkrieg gab es katholische, lutherische und orthodoxe Gemeinden, ein Gymnasium, zwei Grundschulen und eine Forstwirtschaftschule.
Mitte September 1936 kam Pater Thomas nach Marienhausen, um dort eine weitere Klostergründung vorzubereiten.
Am 22. Juni 1944 begann die große sowjetische Sommeroffensive. In zwei Frontabschnitten überrollte die Rote Armee im Juli und August bis auf einen bis Kriegsende ausharrenden deutschen Brückenkopf in Kurland das ganze Baltikum. Am 23. Juli 1944 besiegte bei Marienhausen die Rote Armee nach Kämpfen die Kampfgruppe 218.
1945 bekam Viļaka das Stadtrecht zugesprochen. Ab 2009 bildete die Stadt mit sechs umliegenden Gemeinden den Bezirk Viļaka (Viļakas novads), der 2021 im neuen Bezirk Balvi aufging.

## Sehenswürdigkeiten
- Die 1891 geweihte katholische Kirche des heiligen Herzen Jesu wurde von 1884 bis 1890 im Stil der Neugotik errichtet.[4]
- Die evangelisch-lutherische Kirche von Viļaka wurde 1928 im neugotischen Stil erbaut.[5]
- Die orthodoxe Kirche Mariä Himmelfahrt wurde von 1868 bis 1871 im neubyzantinischem Stil errichtet.[6]
- Das Viļaka-Museum befindet sich im 1913 erbauten katholischen Pfarrhaus und enthält Sammlungen zur Geschichte der Stadt Vilaka und ihrer unmittelbaren Umgebung ab dem 13. Jahrhundert bis heute.[7]
- Von der auf einer Insel im Viļakasee gelegenen Burg Marienhausen ist nur noch ein Mauerrest erhalten.[8]

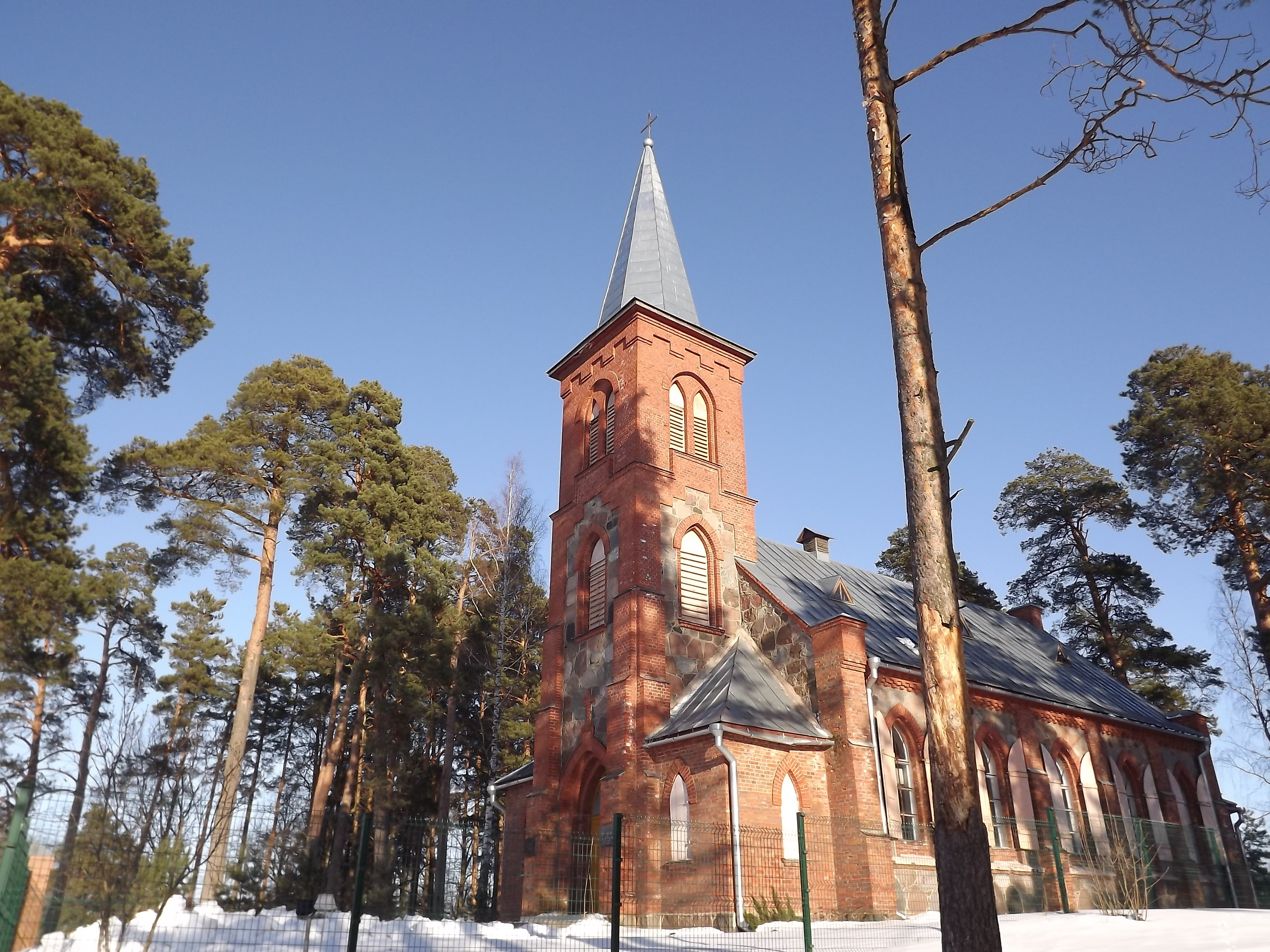
Lutherische Kirche Viļaka
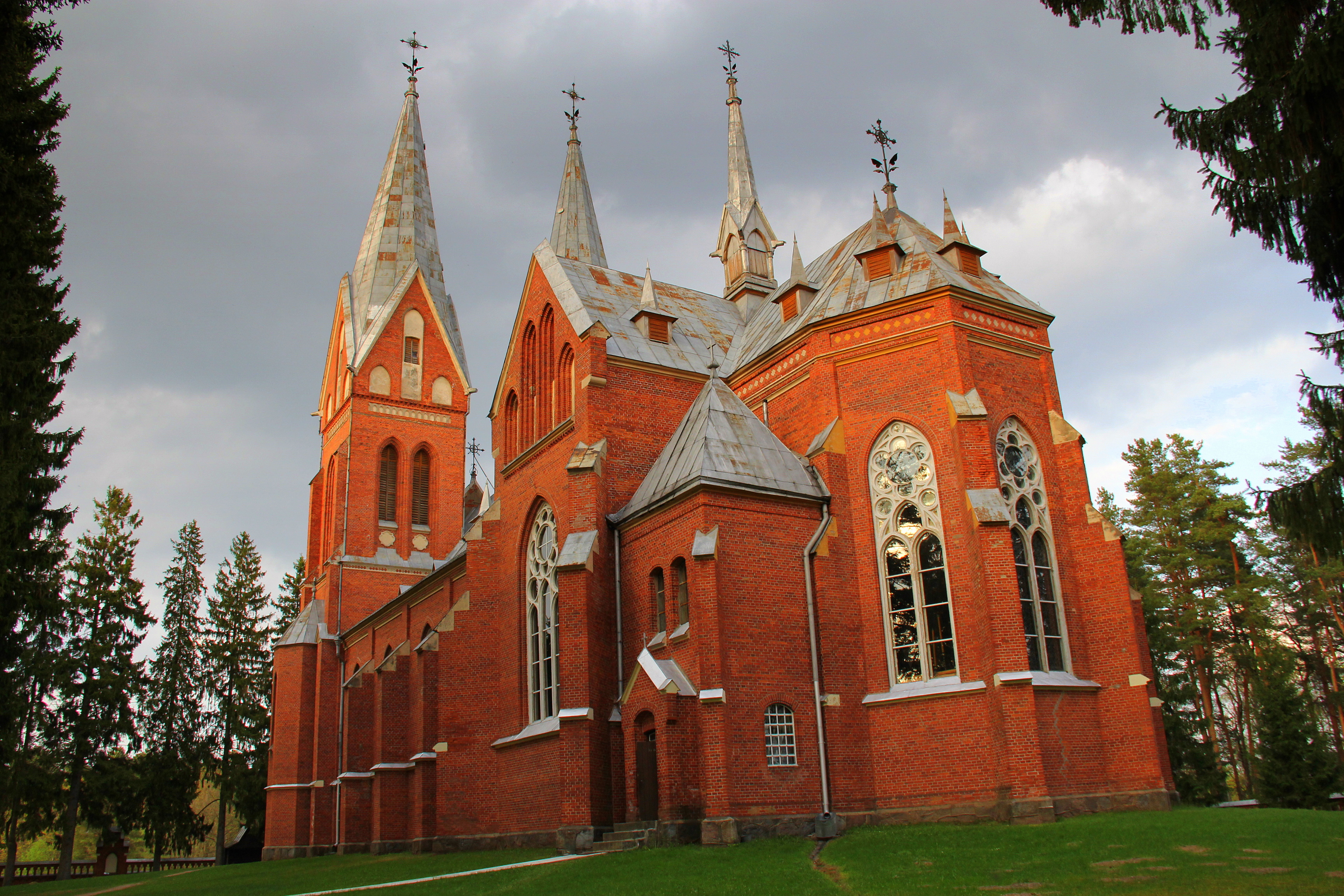
Katholische Kirche des heiligen Herzen Jesu in Viļaka
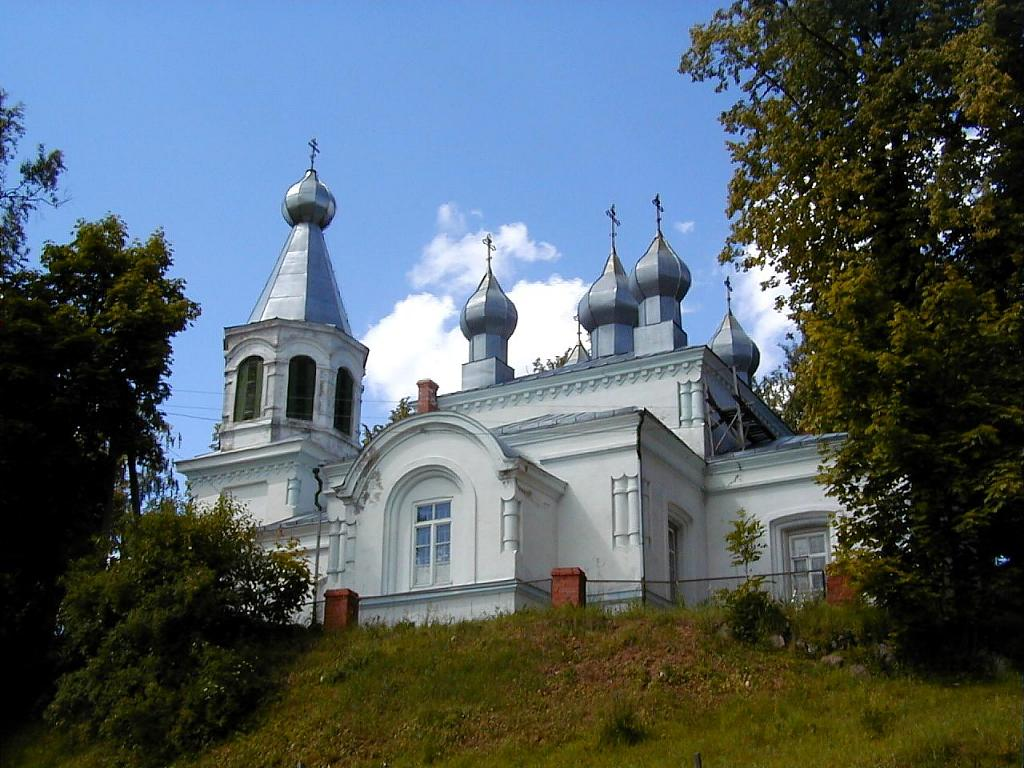
Orthodoxe Allerheiligenkirche in Viļaka
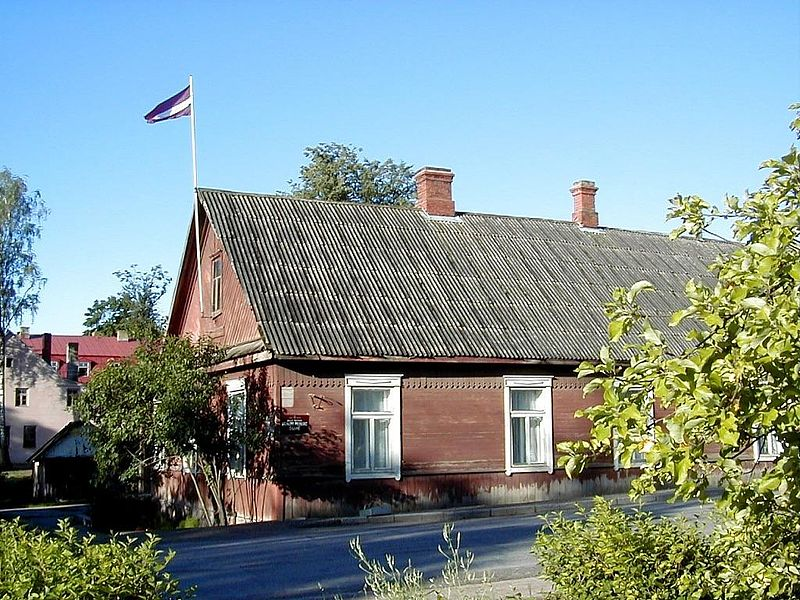
Heimatmuseum Viļaka
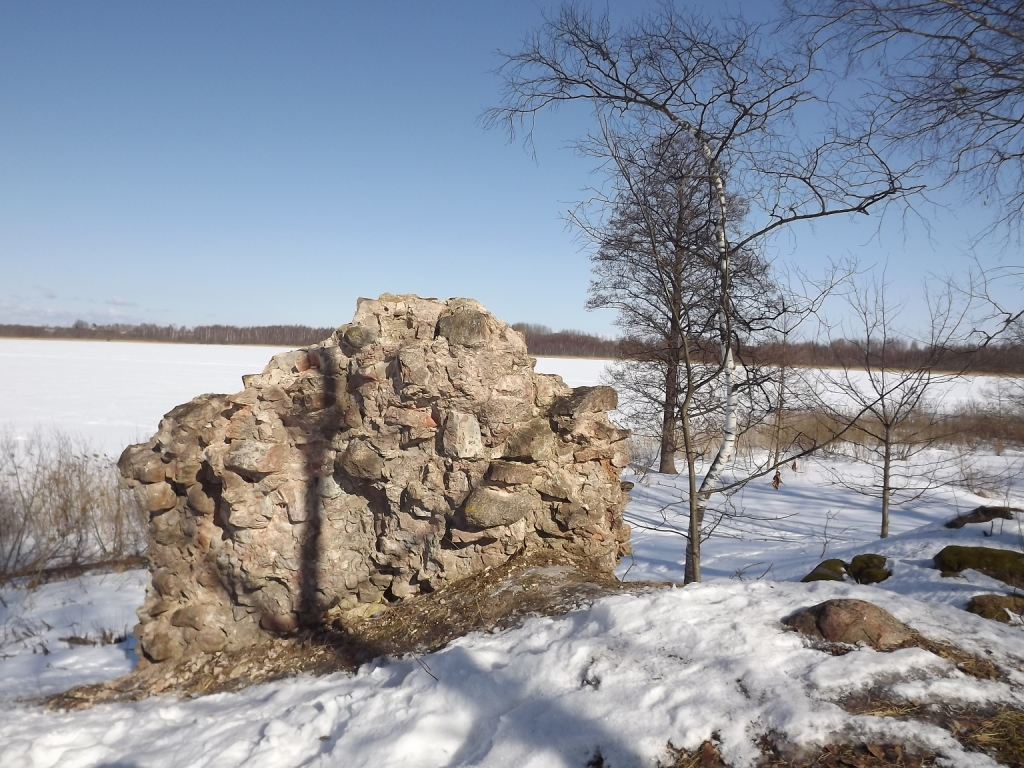
Mauerfragment der Burg Marienhausen

## Söhne und Töchter der Stadt
- Shabtai Daniel (1909–1981), israelischer Journalist und Politiker